# Museu d'Art de Cincinnati
El Museu d'Art de Cincinnati és un dels museus d'art més antics dels Estats Units. Fundat el 1881, va ser el primer construït especialment com a museu d'art de l'oest de Pennsilvània. La seva col·lecció de més de 60.000 obres fa que sigui una de les col·leccions més completes en el Mig Oest Estatunidenc.
Els fundadors del museu van discutir sobre localitzar el museu a Burnett Woods, Eden Park, Cincinnati o al centre de Washington Square. Charles West, el principal donant del museu aleshores, va emetre els seus vot a favor d'Eden Park, fet que va definir la seva ubicació final. L'edifici del museu fou dissenyat per l'arquitecte de Cincinnati James W. McLaughlin i va obrir les portes el 1886. Una sèrie d'addicions i reformes han alterat considerablement posteriorment la construcció inicial.
El 2003, una addició important, l'ala Cincinnati es va afegir per albergar una exposició permanent d'art creat per artistes locals des de 1788. L'ala Cincinnati inclou quinze noves galeries que cobreixen 1.700 m² i unes 400 obres. Els àngels Odoardo Fantacchiotti són dues de les obres més grans de la col·lecció. Fantacchiotti va crear els àngels per a l'altar major de la catedral de St. Peter in Chains Cathedral a finals de la dècada de 1840. L'ala Cincinnati també conté l'obra de Frank Duveneck, Rookwood Pottery, Robert Scott Duncanson Mitchell and Rammelsberg i un rellotge de Luman Watson.

## Col·lecció
El museu d'art té pintures de diversos mestres europeus, entre ells: Master of San Baudelio, Jorge Ingles, Sandro Botticelli ("Judith amb el cap d'Holofernes"), Matteo di Giovanni, Mattia Preti, Strozzi, Frans Hals, Bartolomé Esteban Murillo, Rubens i Aert Vander Neer. La col·lecció també inclou obres de Corot, Renoir, Pissarro, Monet i Picasso. El museu també té una gran col·lecció de pintures del pintor americà Frank Duveneck.